# 波杜西利納
49°30′51″N 24°42′14″E / 49.51417°N 24.70389°E
波杜西利納（烏克蘭語：Подусільна），是烏克蘭西部的村莊，隸屬利維夫州的利維夫區。該村始建於1687年，面積2.9平方公里，海拔高度327米，2001年人口316。